# Teodor Todorov
Teodor Todorov (in bulgaro Теодор Тодоров?; Sofia, 1º settembre 1989) è un pallavolista bulgaro.
Gioca nel ruolo di centrale nel Neftohimik Burgas.

## Carriera
La carriera di Teodor Todorov inizia nel settore giovanile del CSKA Sofia, club col quale diventa anche professionista, esordendo nella Superliga bulgara nella stagione 2008-09 e restandovi legato per tre annate, vincendo due scudetti e tre Coppe di Bulgaria; nel 2011 viene convocato per la prima volta nella nazionale bulgara, esordendo in occasione della World League.
Nella stagione 2011-12 si trasferisce nella Superliga russa per vestire la maglia del Gazprom-Jugra, dove gioca per quattro annate, prima di trasferirsi nella stagione 2015-16 al Lugano, club della Lega Nazionale A svizzera. Dopo un breve periodo di inattività rientra in campo a metà stagione 2016-17 nuovamente col Gazprom-Jugra, concludendo tuttavia l'annata al CSKA Sofia. 
Per il campionato 2017-18 si accasa al Galatasaray, nella Efeler Ligi turca, mentre nella stagione 2018-19, a campionato in corso, viene ingaggiato dal Neftohimik Burgas, nella massima divisione bulgara.

## Palmarès

### Club
- Campionato bulgaro: 2

2009-10, 2010-11
- Coppa di Bulgaria: 3

2008-09, 2009-10, 2010-11

### Nazionale (competizioni minori)
- Memorial Hubert Wagner 2016

### Premi individuali
- 2015 - Campionato europeo: Miglior centrale